# Ozora
Pour les articles homonymes, voir Ozora (homonymie).
Ozora est un village et une commune du comitat de Tolna en Hongrie.

## Géographie
Situé au milieu des champs de maïs et de tournesols à 30 km du lac Balaton, le village tout comme le festival ne sont desservis que par une petite route.

## Histoire
En 1416, Pippo Spano y construisit un château, sous la permission de Sigismond de Luxembourg.
Pendant le Printemps des Révolutions, Artúr Görgey a gagné une bataille importante dans la région, la bataille d'Ozora.
Depuis la création du festival en 1999, Ozora héberge le festival O.Z.O.R.A. qui est l'un des festivals de musique trance, psytrance et psychédélique les plus renommés d'Europe. Ce festival se déroule généralement la première semaine d'août, du mardi au dimanche. Il est né sous le nom de Solipse, avant de prendre le nom du village en 2004.